# Marie-France Hirigoyen

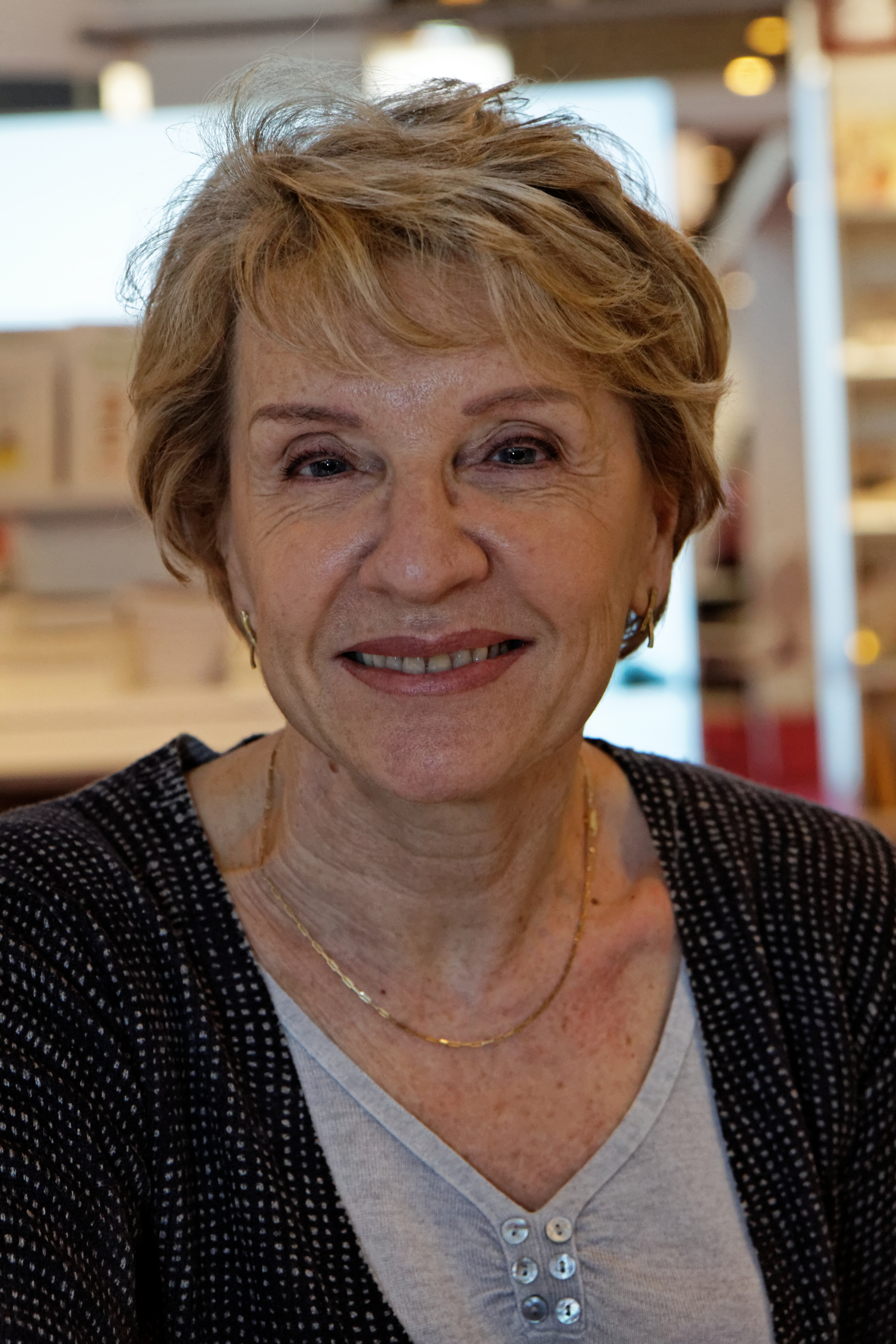
Marie-France Hirigoyen en la feria del libro en París en marzo de 2012.

Marie-France Hirigoyen (Coulaines, 1949) es una médica psiquiatra, psicoanalista y psicoterapeuta familiar francesa, especializada en la terapia del acoso moral o acoso psicológico.

## Biografía
Marie-France Hirigoyen, nace en Francia en 1949, se especializa en psiquiatría, psicoanálisis y psicoterapia familiar, y es Doctora en Medicina desde 1978. Inicia en 1985 seminarios y conferencias sobre gestión del estrés. 
Estudia en Estados Unidos, en la especialidad de victimología, una rama de la criminología que analiza las secuelas psíquicas en las personas que han sufrido atentados o agresiones.Y realiza con el FBI un curso sobre asesinos en serie algo que le ayudó para reconocer el perfil de un tipo psicológico, el perverso, que podría considerarse un pariente cercano del acosador moral.
En 1995 publica en Francia una memoria titulada: La destruction morale, les victimes des pervers narcissique.
Centrando entonces su investigación en la violencia psicológica, publica en 1998 el ensayo Le harcèlement moral, la violence perverse au quotidien, del que se venden solo en Francia 450.000 ejemplares, y se traduce posteriormente a 24 idiomas.
En su segundo libro Malaise dans le travail. Harcélement moral, publicado en marzo del año 2001, la autora expone su análisis del hostigamiento moral en el entorno laboral. "El acoso moral en el trabajo" es un ensayo sobre la posibilidad de destruir a alguien sólo con palabras, miradas e insinuaciones en el ámbito laboral. 
Ha hecho varias apariciones televisivas en Francia. En 2006 fue invitada al programa de Televisión Española Carta blanca por la presentadora Lucía Etxebarria.
Se ha puesto su nombre a una plaza en la localidad de Acassuso (Argentina).